# Gare du Genest
La gare du Genest est une gare ferroviaire française de la ligne de Paris-Montparnasse à Brest. Elle est située sur le territoire de la commune du Genest-Saint-Isle, dans le département de la Mayenne en région Pays de la Loire.
C'est aujourd'hui une halte ferroviaire de la Société nationale des chemins de fer français (SNCF), desservie par des trains express régionaux TER Pays de la Loire, circulant entre les gares du Mans, ou Laval, et Rennes.

## Situation ferroviaire
Établie à 89 m d'altitude, la gare du Genest est située au point kilométrique (PK) 309,982 de la ligne de Paris-Montparnasse à Brest, entre les gares de Laval et Port-Brillet.

## Service des voyageurs

### Desserte
La gare du Genest est desservie par les trains TER Pays de la Loire qui circulent sur la ligne de relation no 22 entre la Gare de Rennes et la Gare du Mans.